# 丹尼斯·普里特

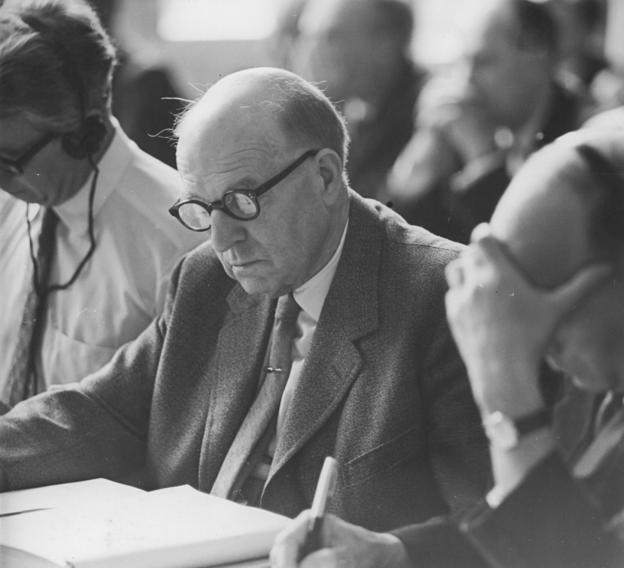
1963年在法庭上的普里特

丹尼斯·普里特（英語： 1887年9月22日—1972年5月23日）英国大律师、工党政治家，生于米德尔塞克斯郡哈利斯登，曾在温切斯特公学和伦敦大学接受教育。1918年加入工党，曾为苏联辩护。1932年，作为新费边研究局“专家调查委员会”成员访问苏联，据Margaret Cole称，“杰出的王室法律顾问毫无置疑地接受了（他所说的一切）”。普里特因支持苏联入侵芬兰而于1940年3月被驱逐出工党，后成立工党独立小组。英国作家乔治·奥威尔将普里特形容为“也许是这个国家最有效的亲苏联宣传员”。